# Narcisse Girard
Narcisse Girard (Mantes-la-Jolie, 28 de enero de 1797 - París, 16 de enero de 1860) fue un violinista, director de orquesta y compositor francés. 

## Biografía
Girard nació en Mantes-la-Jolie. Estudió en el Conservatorio de París donde recibió clases de Pierre Baillot (violín, primer premio en 1820) y Anton Reicha (contrapunto). Tras completar sus estudios, viajó a Italia, donde permaneció un año para ampliar su formación. Después de dirigir orquestas en el Hotel de Ville, Girard se convirtió en director de la orquesta de la compañía Comédie Italienne de 1830 a 1832. Fue director titular del Teatro Nacional de la Opéra Comique de 1837 a 1846, trasladándose luego a la Ópera de París, donde dirigió los estrenos de El profeta de Meyerbeer y Safo  de Gounod.
El 30 de octubre de 1849 Girard dirigió el Réquiem de Mozart como parte del funeral de Frédéric Chopin.
Desde el 18 de octubre de 1848 al 17 de enero de 1860, Girard fue el director de la Orquesta de la Sociedad de Conciertos del Conservatorio de París, dirigiéndola en más de 100 conciertos.  Girard dirigió la primera interpretación de Harold en Italia de Héctor Berlioz en la Salle du Conservatoire el 23 de noviembre de 1834, con Chrétien Urhan como solista de viola.
Girard fue profesor de violín en el Conservatorio de París, donde tuvo como alumnos a Jules Danbé, Charles Lamoureux y Édouard Colonne.
Sus composiciones incluyen una obertura Antígona y obras escénicas cortas Les deux voleurs y Les dix.
Girard, que ya había enfermado durante un concierto del Conservatorio, se desplomó y falleció mientras dirigía, hacia el final del tercer acto de Los hugonotes.  Fue enterrado en el Cementerio de Père Lachaise.